# The Boy in the Woods
The Boy in the Woods és una pel·lícula dramàtica canadenca dirigida per Rebecca Snow i estrenada el 2023. Basada en les memòries homònimes de Maxwell Smart, la pel·lícula dramatitza l'experiència infantil d'Smart, que va haver de valer-se sol als boscos de Polònia durant la Segona Guerra Mundial. S'ha doblat i subtitulat al català.
La pel·lícula es va projectar al programa Industry Selects del Festival Internacional de Cinema de Toronto de 2023, i es va estrenar públicament en una projecció de gala al Festival Internacional de Cinema de Sudbury Cinéfest de 2023. Es va estrenar comercialment el juny de 2024.
La pel·lícula va entrar en producció a la tardor del 2022 a North Bay (Ontario). Snow havia dirigit anteriorment el telefilm documental Cheating Hitler: Surviving the Holocaust, en què Smart va participar.